# Reacher (televíziós sorozat)
A Reacher 2022-ben indult amerikai bűnügyi thriller-websorozat, mely az Amazon Prime Video gyártásában készült. A sorozat Lee Child azonos című könyvsorozatának televíziós adaptációja. Az első évad a könyvsorozat legelső, Elvarázsolt dollárok (eredeti címén The Killing Floor) című 1997-ben megjelent kötetét dolgozza fel. A címszereplőt Alan Ritchson alakítja, az első évad fontosabb szerepeiben Malcolm Goodwin és Willa Fitzgerald látható. 
Az első évadot 2022. február 4-én mutatta be az Amazon Prime Video, eredeti nyelven, illetve magyar szinkronnal. A Reacher magas nézettséget ért el és pozitív kritikai visszajelzéseket kapott. 
2022. február 7-én bejelentették, hogy egy második évadra is megújították a sorozatot. 2022. május 18-án tették közzé, hogy a második évad A baj nem jár egyedül című, 11. Reacher-regényt fogja feldolgozni. Az évad első három része 2023. december 15-én jelent meg.

## Rövid történet
Jack Reacher a katonai rendőrség nyugalmazott őrnagya, magas fokú nyomozói és harctudással rendelkezik. Visszavonulása után csavargóként járja az Egyesült Államokat. 
Az első évadban a Georgia állambeli Margrave-be érkezik, ahol egy több halálos áldozatot követelő, szövevényes bűnügybe keveredik. Két helyi nyomozó, Oscar Finlay és Roscoe Conklin segítségével Reacher is bekapcsolódik a számára személyes üggyé vált összeesküvés feltárásába.
A második évadban Reachert felkeresi egykori katonai osztagának tagja, miután egyik társukat ismeretlenek meggyilkolták. Reacher összeszedi régi egységét és nyomozni kezdenek, hogy megbosszulják társuk halálát.

## Szereplők

### Főszereplők
- Alan Ritchson – Jack Reacher (magyar hangja Varga Gábor),[5] számos kitüntetéssel büszkélkedő egykori katonai rendőr
  - Maxwell Jenkins – Reacher fiatalon
- Malcolm Goodwin – Oscar Finlay (magyar hangja Papp Dániel),[5] a margrave-i rendőrség főnyomozója (főszereplő, 1. évad; vendégszereplő, 2. évad)
- Willa Fitzgerald – Roscoe Conklin (magyar hangja Mórocz Adrienn),[5] margrave-i rendőr (1. évad)
- Chris Webster – KJ, Kliner elkényeztetett, pszichopata fia (1. évad)
- Bruce McGill – Grover Teale (magyar hangja Barbinek Péter),[5] Margrave korrupt polgármestere, Kliner bűntársa  (1. évad)
- Maria Sten – Frances Neagley (magyar hangja Ligeti Kovács Judit),[6] egykori katonai nyomozó, Reacher régi egységének tagja (1-2. évad)
- Serinda Swan – Karla Dixon (magyar hangja Solecki Janka),[6] Reacher régi egységének tagja (2. évad)
- Shaun Sipos – David O'Donnell (magyar hangja Kékesi Gábor),[6] Reacher régi egységének tagja (2. évad)
- Ferdinand Kingsley – A.M., veterán zsoldos (magyar hangja Karácsonyi Zoltán),[6] aki több álnevet használ (2. évad)
- Robert Patrick – Shane Langston (magyar hangja Rosta Sándor),[6] egykori NYPD rendőr, jelenleg egy privát katonai cég biztonsági főnöke (2. évad)

### Vendégszereplők
- Marc Bendavid – Paul Hubble (magyar hangja Hamvas Dániel),[5] pénzhamisító bűnszövetkezetnek dolgozó bankár (1. évad)
- Willie C. Carpenter – Mosley (magyar hangja Kajtár Róbert),[5] idős borbély Margrave-ben (1. évad)
- Harvey Guillén – Jasper, Margrave-i orvosszakértő (1. évad)
- Hugh Thompson – Baker, a margrave-i rendőrség egyik korrupt rendőre (1. évad)
- Kristin Kreuk – Charlie Hubble (magyar hangja Roatis Andrea),[5] Paul felesége (1. évad)
- Currie Graham – Kliner Sr. (magyar hangja Koncz István),[5] a Kliner Industries tulajdonosa, Margrave befolyásos személyisége (1. évad)
- Lara Jean Chorostecki – Molly Beth Gordon, a titkosszolgálat ügynöke (1. évad)
- Martin Roach – Picard, FBI-ügynök, Finlay régi barátja (1. évad)
- Lee Child, a Jack Reacher-könyvek szerzője az utolsó epizód végén cameoszerepben feltűnik a sorozatban, egy étkezde vendégeként.[7] (1. évad)

## Epizódok
| Évad | Évad | Részek száma | Részek száma | Eredeti sugárzás   | Eredeti sugárzás  | Eredeti adó        | Magyar sugárzás   | Magyar sugárzás  | Magyar adó |
| Évad | Évad | Részek száma | Részek száma | Évadbemutató       | Évadzáró          | Eredeti adó        | Évadbemutató      | Évadzáró         | Magyar adó |
| ---- | ---- | ------------ | ------------ | ------------------ | ----------------- | ------------------ | ----------------- | ---------------- | ---------- |
|      | 1.   | 8            | 8            | 2022. február 4.   | 2022. február 4.  |                    | 2022. február 4.  | 2022. február 4. |            |
|      | 2.   | 8            | 8            | 2023. december 15. | 2024. január 19.  | 2023. december 15. | 2024. január 19.  |                  |            |
|      | 3.   | 8            | 8            | 2025. február 20.  | 2025. március 27. | 2025. február 20.  | 2025. március 27. |                  |            |

### 1. évad (2022)
| Sor. | Év. | Cím                                               | Rendező         | Író             | Premier          |
| --- | --- | ------------------------------------------------- | --------------- | --------------- | ---------------- |
| 1. | 1.  | Üdvözöljük Margrave-ben! (Welcome to Margrave)    | Thomas Vincent  | Nick Santora    | 2022. február 4. |
| Éjfélkor agyonlőnek egy férfit a georgiai Margrave határában. Másnap reggel a vándorló Jack Reacher a városba érkezik, de a helyi étkezdében azonnal letartóztatják, a gyilkossággal gyanúsítva. A bűncselekményt pánikszerűen magára vállaló bankárral, Paul Hubble-lal együtt börtönbe küldik. Itt egy korrupt börtönőr, Spivey összezárja őket az életfogytiglani büntetésüket töltő kemény bűnözőkkel. Reacher összeveri a rájuk támadó rabokat. Hubble elmagyarázza, hogy azért hazudott az emberölés elkövetéséről, mert egy bűnszervezetnek próbált falazni, akik ellenkező esetben vele és családjával is végeztek volna. Kiszabadulása után Reacherrel a helyi üzletember, Kliner KJ nevű fia kötekedni kezd. A rendőrőrsre visszatérve Reacher értesül egy második gyilkosságról. A hullaházban azonosítja az elsőként megölt férfit: ő nem más, mint évek óta nem látott bátyja, Joe. |     |                                                   |                 |                 |                  |
| 2. | 2.  | Az első tánc (First Dance)                        | Sam Hill        | Scott Sullivan  | 2022. február 4. |
| Reacher szövetkezik a helyi rendőrkapitány Finlayvel és egy Roscoe nevű rendőrnővel: céljuk megtalálni bátyja gyilkosát, valamint a váratlanul eltűnt Hubble-t. Finlay felettesét, Ed Morrison rendőrfőnököt feleségével együtt brutálisan kivégzik otthonában. Reacher kikövetkezteti, hogy Morrisonnak azért kellett meghalnia, mert szem elől tévesztette Hubble-t. Grover Teale polgármester kinevezi magát új rendőrfőnöknek. Finlayt arra kényszeríti, érdemi nyomozás helyett találjon egy büntetett előéletű gyanúsítottat Morrison múltjából, akire rákenhetik a gyilkosságot. Finlay barátja, Picard FBI-ügynök egy nem hivatalos eljárás során védőőrizetbe veszi Hubble feleségét és gyermekeit. Reacher összehoz egy találkozót Spiveyval, de a helyszínen két, katonai múlttal rendelkező bűnöző várja, így Spivey a dulakodás közben el tud menekülni. Roscoe elhívja egy bárba Reachert, aki megnyílik a nő előtt és mesél múltjáról. Hazafelé tartva egy heves esőzés miatt az út járhatatlannak bizonyul és egy motelszobában kell tölteniük az éjszakát. |     |                                                   |                 |                 |                  |
| 3. | 3.  | Kiskanállal (Spoonful)                            | Stephen Surjik  | Aadrita Mukerji | 2022. február 4. |
| Hazatérve Roscoe felfedezi, valaki betört hozzá. A férfi unszolására fegyvert ad Reachernek. Kapcsolatba lépnek Molly Beth titkosszolgálati ügynökkel és megtudják, Joe Margrave-ben egy titkos küldetésen vett részt, pénzhamisítási ügyben nyomozva. Reacher megfélemlíti Kliner egyik ügyvédjét, értékes információkat szerezve egy gyilkosság áldozatáról. Finlay átkutatja Spivey lakását – a helyi rendőrök azonban betörőnek nézik és összeverik kollégájukat. Finlay és Reacher ellátogat Klinerhez, de ő tagad mindent és a nyomozás lezárásával fenyegeti meg őket. Reacher meggyőzi Roscoe-t és Finlayt, egy időre költözzenek el otthonukból biztonságosabb helyre. KJ megszólítja Roscoe-t és figyelmezteti, Reacher valójában egy gyilkos és Irakban ártatlanokat ölt meg. Reachert ismét exkatonák veszik üldözőbe, de a férfi végez velük. Az autójuk csomagtartójában rátalál Spivey holttestére. |     |                                                   |                 |                 |                  |
| 4. | 4.  | Egy tányérból (In a Tree)                         | Christine Moore | Cait Duffy      | 2022. február 4. |
| Reacher beszámol Finleynek az eseményekről és Roscoe segítségét kéri a holttestek eltüntetéséhez. Eközben elmeséli KJ korábbi figyelmeztetésével kapcsolatban az igazságot: Irakban valóban végzett három civil férfival, de azért, mert szexuálisan zaklattak kisfiúkat. Reacher kivesz egy hotelszobát és aznap este szeretkeznek Roscoe-val. Másnap ellátogatnak egy volt Kliner-alkalmazott, Jobling otthonába és légkondicionáló berendezések üres dobozait találják meg – Reacher gyanúja szerint ezekben csempészték ki a hamis pénzt. Picard tippjét követve elmennek egy motelbe, ahol Joe a halála előtt lakott. Reacher talál egy elrejtett jegyzetet, de ezután zsoldosok ütnek rajtuk. Roscoe megmenti Reacher életét, a férfi bevallja: azért sodorja magát életveszélybe, hogy ezzel a nőt védje. Molly Beth Atlantába érkezik Joe aktáival, ám a metróállomáson valaki megöli őt és ellopja az iratokat, mielőtt Reacher odaérhetne hozzá. |     |                                                   |                 |                 |                  |
| 5. | 5.  | Nem kérünk bocsánatot (No Apologies)              | Norberto Barba  | Scott Sullivan  | 2022. február 4. |
| A Molly Beth meggyilkolása miatt bűntudatot érző Reacher frusztrációját a Roscoe autójára obszcén feliratot festő KJ-n és annak barátain vezeti le. Kliner nem emel vádat, Teale azonban kirúgja Roscoe-t a rendőrségtől, szerinte elégtelen rendőri munkájáért. Reacher új nyomot talál: Roscoe egykori mentora és nevelőapja, Gray egy dobozt hagyott a lányra, melyből egy elrejtett kulcs kerül elő. A helyi borbélyüzletben találják meg a kulcshoz tartozó táskát, benne újabb információkkal, melyek szerint Margrave lehet Kliner pénzhamisító bűnszervezetének központja, bizonyítékuk viszont továbbra sincs. Memphisben Reacher találkozik volt bajtársával, Frances Neagley magánnyomozóval, hogy megtalálják a Joe haláláért felelős bérgyilkost. Roscoe rájön, hogy Teale ölte meg anno Grayt és dühében megtámadja a férfit. Finley kijuttatja a nőt a városból és Picardot leváltva megbízza őt Hubble családjának védelmével. Reacher és Neagley túléli egy korrupt memphisi rendőr merényletét. Finlay betör Kliner irodájába, de az üzletembert holtan találja. |     |                                                   |                 |                 |                  |
| 6. | 6.  | Olcsó papír (Papier)                              | Omar Madha      | Aadrita Mukerji | 2022. február 4. |
| Finlay és Reacher követik Kliner egyik kamionját. Finlay bevallja, valójában miért költözött Margrave-be: nem elvált, hanem felesége, Sharon hosszas betegség után elhunyt és Finlay nem tudott többé Bostonban élni, amely mindig közös emlékeiket juttatta eszébe. A kamiont üresen találják, Reacher New Yorkban találkozót beszél meg Kate Castillo professzorral, Joe egyik kapcsolatával. Rájön, hogy Kliner Venezuelába szállíttatott hamis pénzt, a dollár nyomtatásához használt papírt használva fel. Bérgyilkosok ütnek rajta Roscoe és Hubble családjának rejtekhelyén, de Roscoe ártalmatlanná teszi a támadókat. Hubble felesége, Charlie elmeséli férje történetét: Kliner a bizalmába férkőzött, átverte őt és pénzmosásra kényszerítette. Végignézette vele egyik áruló embere kegyetlen kivégzését, biztosítva a megfélemlített Hubble feltétel nélküli együttműködését. Reacher elintézi Castillo rendőri védelmét és New York utcáin végez egy rátámadó bérgyilkossal. |     |                                                   |                 |                 |                  |
| 7. | 7.  | Reacher egy szót sem szólt (Reacher Said Nothing) | Lin Oeding      | Scott Sullivan  | 2022. február 4. |
| Stevenson rendőrt és terhes feleségét kivégzik otthonukban, Teale kirúgja Finleyt. Reacher látszólag bizalmába fogadja az utolsó margrave-i rendőrt (akit korruptnak vél) és megosztja vele tervét, miszerint este átkutatja Hubble házát. Finlay személyesen megy el Stevenson szüleihez, közölni fiuk halálhírét. Bérgyilkosok érkeznek Hubble házához, Reacher csapdát állít és megöli őket, köztük Kliner unokaöccsét, Dawsont is. Az információkat összerakva Reacher rájön, Kliner egydolláros bankjegyeket fehérített ki, így téve szert a pénzhamisításhoz szükséges papírra. Reacher segít Finlaynek leráznia az életére törő bérgyilkosokat. Visszatérnek Jobling házába, de azt porig égették. A férfi szüleinek házában hamis pénzzel teli dobozokat találnak. Találkozót beszélnek meg Picarddal, de ő KJ-vel és Teale-lel együtt várja őket. |     |                                                   |                 |                 |                  |
| 8. | 8.  | Pite (Pie)                                        | M. J. Bassett   | Nick Santora    | 2022. február 4. |
| KJ mutat Reachernek egy élő videófelvételt a fogságban lévő Roscoe-ról és arra kényszeríti, Picarddal az oldalán kerítse elő Hubble-t. Reacher észrevétlenül kilyukasztja autójuk kerekét, amikor megállnak, meglövi Picardot, ám ő el tud menekülni. Reacher ezután egyből Hubble nyomára bukkan és megtudja, a bankár Joe-val dolgozott együtt Kliner lebuktatásában. Kiszabadítják az őrsön bezárt Finleyt, autójukkal halálra gázolva Bakert. Neagley megérkezik, fegyvereket szereznek a rendőrségen és felgyújtják Kliner gyárát. Picard Finlayre támad, de ő egy hidraulikus présgéppel kivégzi egykori barátját. Roscoe megbilincseli Teale-t, de önvédelemből ezután kénytelen lelőni őt. Az égő raktárban Reacher és KJ verekedésbe keveredik, Reacher gyúlékony vegyi anyagot fröcsköl rá és a lángok közé rúgja. Egy visszaemlékezésből kiderül, a Reacher-testvérek édesanyja betegségben hunyt el, halála előtt Jacknek adta francia nagyapja croix de guerre kitüntetését. Roscoe elmondja Reachernek, indul a polgármesterválasztáson és újjáépíti Margrave-t. Finlay visszaköltözik Bostonba egy új élet reményében. Joe halálának helyszínén Reacher eltemeti nagyapjuk érmét és Margrave-t elhagyva stoppolni kezd. |     |                                                   |                 |                 |                  |

### 2. évad (2023-2024)
| Sor. | Év. | Cím                                                            | Rendező         | Író                       | Premier            |
| --- | --- | -------------------------------------------------------------- | --------------- | ------------------------- | ------------------ |
| 9. | 1.  | ATM (ATM)                                                      | Sam Hill        | Nick Santora              | 2023. december 15. |
| Reacher megakadályoz egy autórablást, ezután volt katonai rendőr egységének egyik tagjától, Neagleytől üzenetet kap: egy korábbi bajtársukat meggyilkolták. Reacher New Yorkban találkozik Neagleyvel, majd a 110-es egység többi tagjával, O'Donnell-lel és Dixonnal is. |     |                                                                |                 |                           |                    |
| 10. | 2.  | Ami Atlantic Cityben történik… (What Happens in Atlantic City) | Sam Hill        | Scott Sullivan            | 2023. december 15. |
| Reacher és csapata Atlantic Citybe utazik nyomozni. Értesülnek két további társuk haláláról is. Dixont és Reachert követni kezdik a kihalt utcán, egy építkezésre menekülve végeznek a támadókkal. Az egyik felfedezett nyom visszavezeti őket New Yorkba.                |     |                                                                |                 |                           |                    |
| 11. | 3.  | Egy kép felér ezer szóval (Picture Says a Thousand Words)      | Omar Madha      | Penny Cox                 | 2023. december 15. |
| 12. | 4.  | Egy este a szimfonikusoknál (A Night at the Symphony)          | Christine Moore | Cait Duffy                | 2023. december 22. |
| 13. | 5.  | Temetés (Burial)                                               | Carol Banker    | Scott Sullivan            | 2023. december 29. |
| 14. | 6.  | New York hősei (New York's Finest)                             | Carol Banker    | Scott Sullivan            | 2024. január 5.    |
| 15. | 7.  | Érkezik (The Man Goes Through)                                 | Julian Holmes   | Penny Cox és Lillian Wang | 2024. január 12.   |
| 16. | 8.  | Ideje repülni (Fly Boy)                                        | Julian Holmes   | Scott Sullivan            | 2024. január 19.   |

### 3. évad (2025)
| Sor. | Év. | Cím                                       | Rendező        | Író                     | Premier           |
| ---- | --- | ----------------------------------------- | -------------- | ----------------------- | ----------------- |
| 17.  | 1.  | Kétélű fegyver (Persuader)                | Sam Hill       | Scott Sullivan          | 2025. február 20. |
| 18.  | 2.  | Kamionok (Truckin)                        | Stephen Surjik | Penny Cox               | 2025. február 20. |
| 19.  | 3.  | A főnök jobbkeze (Number 2 with a Bullet) | Gary Fleder    | Cait Duffy              | 2025. február 20. |
| 20.  | 4.  | Dominique (Dominique)                     | Sam Hill       | Lillian Wang            | 2025. február 27. |
| 21.  | 5.  | Porba sújtva (Smackdown)                  | Sam Hill       | Michael J. Gutierrez    | 2025. március 6.  |
| 22.  | 6.  | Füst a víz felett (Smoke on the Water)    | Sam Hill       | Scott Sullivan          | 2025. március 13. |
| 23.  | 7.  | Los Angeles-i sztori (L.A. Story)         | Sam Hill       | Penny Cox és Cait Duffy | 2025. március 20. |
| 24.  | 8.  | Lezáratlan ügy (Unfinished Business)      | Sam Hill       | Scott Sullivan          | 2025. március 27. |

## Fordítás
- Ez a szócikk részben vagy egészben  a   Reacher (TV series) című angol Wikipédia-szócikk fordításán alapul.  Az eredeti cikk szerkesztőit annak laptörténete sorolja fel. Ez a jelzés csupán a megfogalmazás eredetét és a szerzői jogokat jelzi, nem szolgál a cikkben szereplő információk forrásmegjelöléseként.